# Municipio de Huitzilan de Serdán
El municipio de Huitzilan de Serdán (del nahuatl: huitzitzillin; lan ‘chupamirto, colibrí; abundancia, cercanía’‘lugar abundante en chupamirtos’) es uno de los 217 municipios que conforman al estado de Puebla, México. Fue fundado en 1895 y su cabecera es la ciudad de Huitzilan.